# Bonaparti.lv

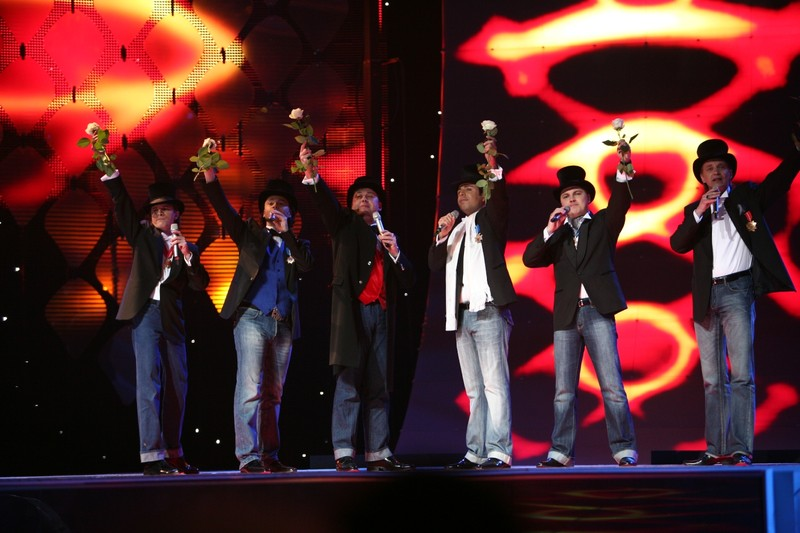
Bonaparti.lv beim Eurovision Song Contest 2007

Bonaparti.lv ist eine Gruppe sechs lettischer Tenöre.

## Teilnahme am Eurovision Song Contest
bonaparti.lv traten beim Halbfinale des Eurovision Song Contest 2007 in Helsinki, (Finnland) mit dem italienischsprachigen Lied Questa notte auf. Im Semifinale erreichten sie damit den 5. Platz mit insgesamt 168 Punkten. Im Finale des Song Contest erreichten sie mit 54 Punkten den 16. Platz und waren damit der am schlechtesten platzierte Halbfinalqualifikant. Vor dem Wettbewerb gab es Gerüchte, bonaparti.lv hätten das Halbfinale gewonnen.
In der lettischen Vorentscheidung zum Wettbewerb am 24. Februar 2007 konnten sie sich mit 49.422 gegen 16.676 Stimmen deutlich gegen den Zweitplatzierten Intars Busulis durchsetzen. Im lettischen Halbfinale drei Wochen zuvor gingen sie als Sieger des Televotings mit 9009 Stimmen hervor. Die zur Abstimmung gleichberechtigte Jury wählte Questa notte auf den zweiten Platz.
Questa notte wurde von Kjell Jennstig komponiert, der zusammen mit Torbjörn Wassenius und Francesca Russo auch den Text verfasste.

## Mitglieder
- Normunds Jakušonoks
- Zigfrīds Muktupāvels
- Kaspars Tīmanis
- Andris Ābelīte
- Andris Ērglis
- Roberto Meloni

Andris Ābelīte, Normunds Jakušonoks und Kaspars Tīmanis sammelten bereits Erfahrung bei früheren lettischen Vorentscheidungen zum Eurovision Song Contest.